# Two roads
Two roads  is een studioalbum van Brendan Pollard. Pollard nam het album op met drie vrienden uit de elektronische muziek van december 2012 tot en met maart 2013. De muziek die het viertal speelt is onder te brengen in het genre Berlijnse School voor elektronische muziek, veel gebruik van sequencers dus.

## Musici
- Brendan Pollard – synthesizers, seqeuncers, mellotron, elektronica
- Javi Canovas – synthesizers, gitaar
- Adrian Dolente – synthesizers
- Michael Daniel – synthesizers, gitaren

## Muziek
| Nr. | Titel                          | Duur  |
| --- | ------------------------------ | ----- |
| 1.  | Compenduim                     | 19:02 |
| 2.  | Route of industrial signatures | 14:48 |
| 3.  | Vista                          | 18:08 |
| 4.  | Conjunction                    | 12:59 |